# Ставиське
Стави́ське — село в Україні, у Козелецькій селищній громаді Чернігівського району Чернігівської області. Населення становить 381 особу. До 2016 орган місцевого самоврядування — Стависька сільська рада.

## Історія
Назва села пішла від прізвища галицького шляхтича Ставицького, який заклав хутір у цих місцях у ХVІ ст. З початком визвольної війни 1648–1657 років Ставицькі, як і більшість тогочасної дрібної та середньої шляхти, стали козаками. Це засвідчив реєстр 1649 року, до якого у складі Козелецької сотні Переяславського полку записано козака Івана Ставицького.
В часи німецької окупації в 1940-і роки між селами Ставиське та Козари радянськими військовополоненими було прокладено пряму дорогу, що проходить через ліс на півночі від теперішнього села Пилятин (до 1947 — Берков). Місцеві жителі називають її «німецька дорога».
5 лютого 1965 року Указом Президії Верховної Ради Української РСР передано сільські ради Носівського району: Патютинську, Пилятинську, Ставиську та Хрещатенську — до складу Козелецького району.
12 червня 2020 року, відповідно до розпорядження Кабінету Міністрів України № 730-р «Про визначення адміністративних центрів та затвердження територій територіальних громад Чернігівської області», увійшло до складу Козелецької селищної громади.
19 липня 2020 року, в результаті адміністративно - територіальної реформи та ліквідації Козелецького району, село увійшло до складу Чернігівського району Чернігівської області.

## Політика

### Парламентські вибори, 2019
На позачергових парламентських виборах 2019 року у селі функціонувала окрема виборча дільниця № 740304, розташована у приміщенні клубу.
Результати
- зареєстровано 279 виборців, явка 63,08%, найбільше голосів віддано за Всеукраїнське об'єднання «Батьківщина» — 27,01%, за «Слугу народу» — 24,71%, за Радикальну партію Олега Ляшка — 14,37%[6]. В одномандатному окрузі найбільше голосів отримав Борис Приходько (самовисування) — 44,05%, за Сергія Коровченка (самовисування) — 26,19%, за Василя Приходька (самовисування) — 5,36%[7].

## Населення

### Мова
Розподіл населення за рідною мовою за даними перепису 2001 року:
| Мова       | Кількість | Відсоток |
| ---------- | --------- | -------- |
| українська | 483       | 99.38%   |
| російська  | 2         | 0.41%    |
| вірменська | 1         | 0.21%    |
| Усього     | 486       | 100%     |

## Пам'ятки
- Братська могила[d] 17 радянських воїнів, які загинули при звільненні села восени 1943р.;
- Пам'ятний знак[d] 103 воїнам-односельчанам, які загинули в 1941-1945рр.;

## Постаті
- Васюк Микола Олександрович (1987—2015) — солдат ЗСУ, учасник російсько-української війни[9].
- Новодід Олександр Анатолійович (1987—2015) — солдат ЗСУ, учасник російсько-української війни, тривалий час жив у селі [10].